# Xiphophorus milleri
Xiphophorus milleri är en fiskart som beskrevs av Rosen, 1960. Xiphophorus milleri ingår i släktet Xiphophorus och familjen Poeciliidae. Inga underarter finns listade i Catalogue of Life.